# Marcos Bernstein
Pour les articles homonymes, voir Bernstein.
Marcos Bernstein (né le 17 février 1970 à Rio de Janeiro au Brésil) est un réalisateur, scénariste et producteur de cinéma brésilien.

## Filmographie partielle

### Comme réalisateur
- 2004 : L'Autre Côté de la rue (O Outro Lado da Rua)
- 2011 : A Era dos Campeões (documentaire)
- 2012 : Mon bel oranger (Meu Pé de Laranja Lima)

### Comme scénariste
- 1996 : Terre lointaine (Terra Estrangeira)
- 1998 : Central do Brasil
- 1999 : Pierre Verger, messager entre deux mondes (Pierre Fatumbi Verger: Mensageiro Entre Dois Mundos), documentaire
- 2000 : Oriundi
- 2010 : Chico Xavier, réalisé par Daniel Filho

### Comme producteur
- 2004 : L'Autre côté de la rue (O Outro Lado da Rua)
- 2011 : A Era dos Campeões (documentaire)
- 2013 : Um Dia de Praia com Roberto Damatta

## Récompenses et distinctions
- Il remporte le C.I.C.A.E. Award lors du Festival du film de Berlin pour son film L'Autre côté de la rue (O Outro Lado da Rua), récompensé aussi au Recife Cine PE Audiovisual Festival et au Toulouse Latin America Film Festival en 2004, et meilleur film Ibero-Americain lors du Mar del Plata Film Festival[1]
- Cinema Brazil Grand Prize : meilleure adaptation pour Chico Xavier en 2010
- Prêmio Qualidade, Brazil : meilleur scénario de minisérie pour A Cura (2010).